# 계양역
계양역(Gyeyang Station, 桂陽驛)은 대한민국 인천광역시 계양구에 있는 인천교통공사와 공항철도의 전철역으로, 인천 도시철도 1호선, 인천국제공항철도 간의 환승역이다. 인천 도시철도 1호선은 이 역부터 귤현역까지 지상 구간이다. 인천 도시철도 1호선은 경인아라뱃길, 계양천 하저터널로 아라역과 연결된다. 인천국제공항철도는 이 역부터 운서역까지 지상 구간이다.

## 구조
인천교통공사의 역과 공항철도의 역이 나란히 배치되어 있으며, 인천교통공사의 역만이 도로에 접한다. 공항철도의 역에 독립된 출입구는 없으며, 인천교통공사 역에 있는 주출입구 1개를 공유한다. 양 역사 모두 지상 2층으로, 지상 1층에 맞이방과 역무실, 개찰구 등 주요 시설이 위치하며, 승강장은 지상 2층에 있다. 두 노선 모두 스크린도어가 설치되어 있다.
노선간 환승에는 지상 1층의 환승통로를 이용한다. 개통 초기에는 인천국제공항철도가 수도권 전철과 별개의 운임 체계를 사용하였기 때문에, 각 역의 개찰구를 통해 운임 지역 밖으로 나간 뒤 다시 환승하고자 하는 노선의 개찰구를 지나야 했으며, 운임 또한 완전히 별도로 계산되었다. 이후 인천국제공항철도가 서울역-청라국제도시 구간에 한하여 수도권 대중교통 통합요금제를 도입하게 됨에 따라, 기존에 두 역을 잇던 통로를 확장하고, 운임 지역을 구분하는 펜스를 설치하며 개찰구를 이전하는 등의 조치를 취함으로써 2010년 12월 29일부터 추가 운임 없는 환승이 가능하게 되었다.

### 인천 도시철도 1호선 승강장
2면 2선의 상대식 승강장이다. 인근의 귤현차량사업소와 직접 연결되는 선로는 없다. 승강장 벽면에는 계양산성을 형상화한 벽화가 그려져 있다.
| 아라 ↑ |
| \| 상  |
| ↓귤현  |

| 상행 | ● 인천 도시철도 1호선 | 아라 · 신검단중앙 · 검단호수공원 방면                |
| 하행 | ● 인천 도시철도 1호선 | 부평구청 · 인천시청 · 원인재 · 송도달빛축제공원 방면 |

### 인천국제공항철도 승강장
2면 2선의 상대식 승강장이다.
| ↑김포공항 |
| \| １     |
| 검암↓     |

| 1 | ● 인천국제공항철도 | 검암 · 운서 · 인천공항1터미널 · 인천공항2터미널 방면 |
| 2 | ● 인천국제공항철도 | 김포공항 · 홍대입구 · 공덕 · 서울역 방면             |

## 역사
- 1994년 3월 19일: 계양역으로 역명 결정[1]
- 2007년 3월 16일: 인천 도시철도 1호선 귤현 ~ 계양 구간 개통과 함께 영업 개시
- 2007년 3월 23일: 인천국제공항철도 김포공항 ~ 인천국제공항 구간 개통
- 2010년 12월 29일: 인천국제공항철도 역 개찰구 이설, 인천 도시철도 1호선 - 인천국제공항철도 간 개찰 내 환승 통로 개통
- 2021년 10월 22일: 인천국제공항철도 서울역 방면 승강장 확장 완료
- 2025년 6월 28일: 인천 도시철도 1호선 검단신도시 연장 개통과 함께 시·종착역 기능 폐지 및 중간역으로 전환.

## 역 주변
역 앞에는 환승 주차장과 버스 정류장이 있다. 역 주변은 개발제한구역으로 설정돼 있으며, 대개 논·밭이나 임야다. 인근 주거 지역과는 주로 버스를 통해 연결된다.
| 나가는 곳 | 방면                                                                                                 |
| --------- | --- |
| 1         | 계양중학교 계양초등학교 계양1동행정복지센터 장기치안센터 계양1동보건소 계양1동우체국 장기119안전센터 |

## 이용객 변동
인천1호선의 2007년 자료는 검단신도시 연장선 개통 이전인 2007년 3월 16일부터 12월 31일까지인 291일 기준으로 환산한 것이며, 공항철도의 2007년 자료는 개통일인 2007년 3월 23일부터 12월 31일까지인 284일 기준으로 환산한 것이다.
| 노선      | 노선   | 일평균 인원수 (명/일) | 일평균 인원수 (명/일) | 일평균 인원수 (명/일) | 일평균 인원수 (명/일) | 일평균 인원수 (명/일) | 일평균 인원수 (명/일) | 일평균 인원수 (명/일) | 일평균 인원수 (명/일) | 일평균 인원수 (명/일) | 일평균 인원수 (명/일) | 일평균 인원수 (명/일) | 각주  |
| 노선      | 노선   | 2007년                | 2008년                | 2009년                | 2010년                | 2011년                | 2012년                | 2013년                | 2014년                | 2015년                | 2016년                | 2017년                | 각주  |
| --------- | ------ | --------------------- | --------------------- | --------------------- | --------------------- | --------------------- | --------------------- | --------------------- | --------------------- | --------------------- | --------------------- | --------------------- | ----- |
| 인천1호선 | 승차   | 3,215                 | 4,047                 | 4,641                 | 5,946                 | 2,676                 | 2,952                 | 3,647                 | 3,834                 | 3,640                 | 3,305                 | 2,857                 | [ 2 ] |
| 인천1호선 | 하차   | 2,995                 | 3,782                 | 4,395                 | 5,685                 | 2,569                 | 3,000                 | 3,703                 | 3,804                 | 3,509                 | 3,264                 | 2,795                 | [ 2 ] |
| 인천1호선 | 승하차 | 6,210                 | 7,829                 | 9,036                 | 11,631                | 5,245                 | 5,952                 | 7,350                 | 7,638                 | 7,148                 | 6,569                 | 5,652                 | [ 2 ] |
| 공항철도  | 승차   | 2,057                 | 3,335                 | 4,102                 | 5,708                 | 10,428                | 23,364                | 26,954                | 29,232                |                       | [ 3 ]                 |                       |       |
| 공항철도  | 하차   | 1,964                 | 3,194                 | 4,036                 | 5,426                 | 10,202                | 22,835                | 26,194                | 28,533                |                       | [ 3 ]                 |                       |       |

## 사진

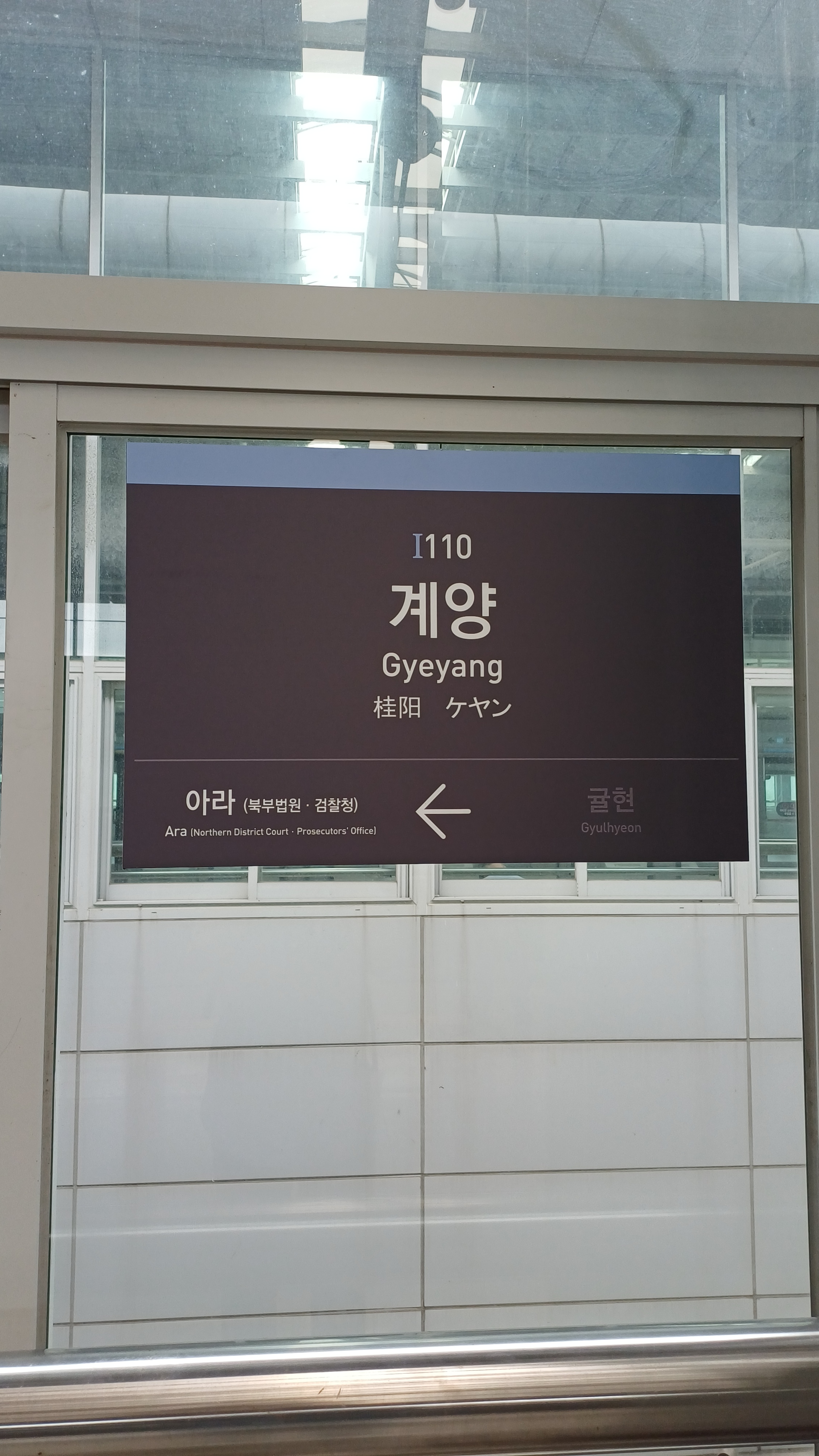
인천1호선 역명판
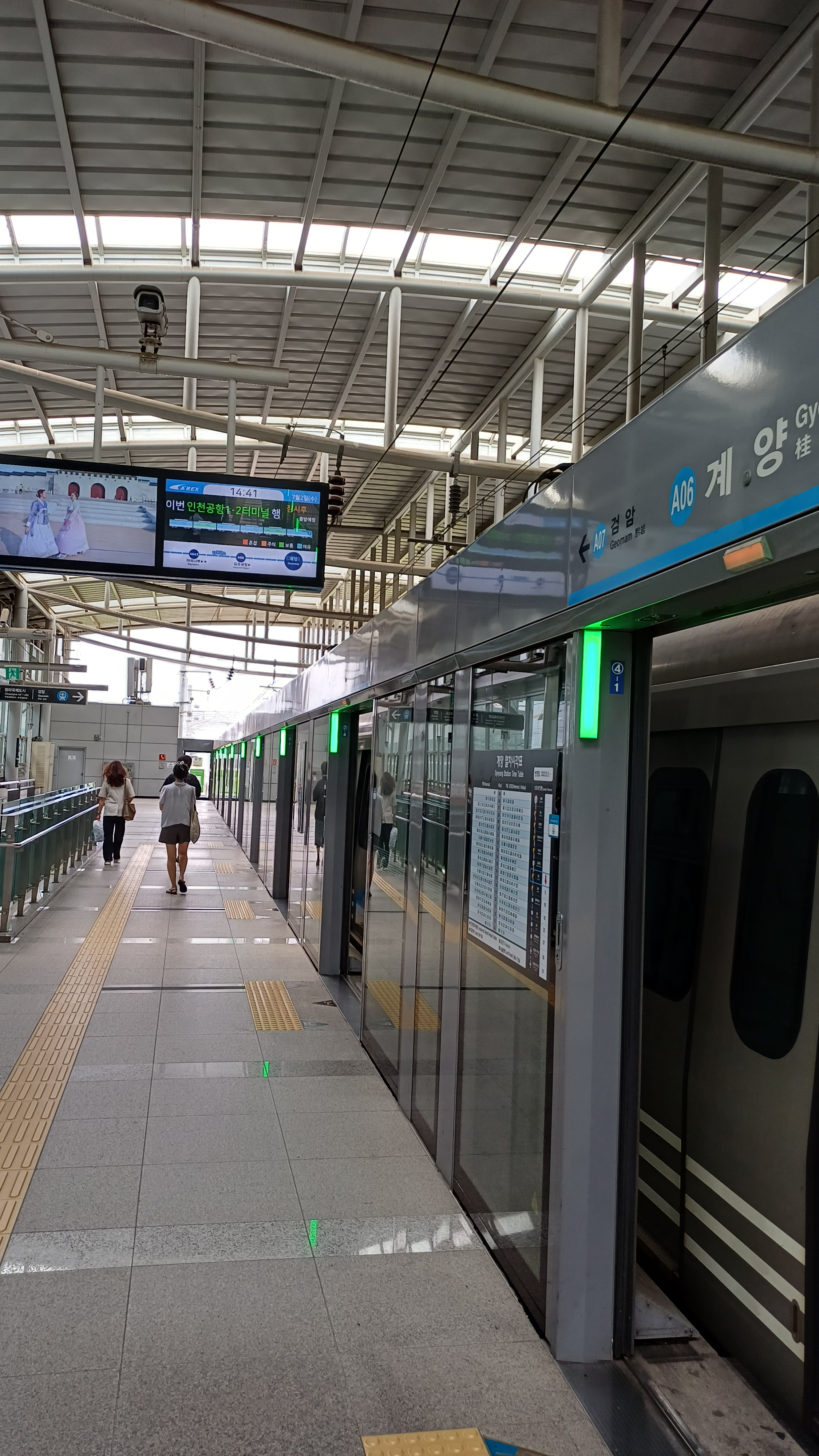
공항철도  승강장(인천국제공항역 방면)
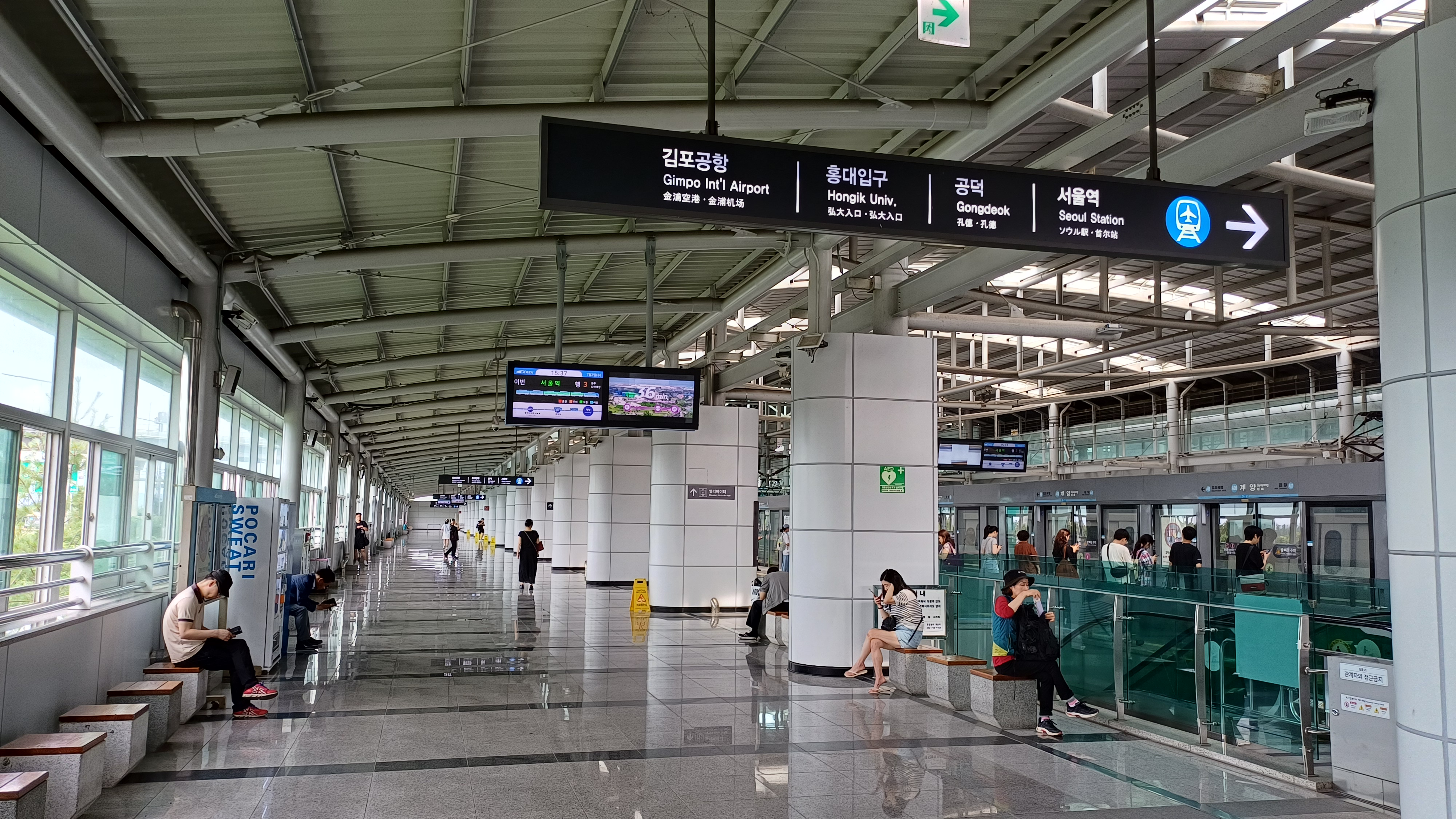
공항철도  승강장 2(서울역 방면)

## 인접한 역
| 인천 도시철도 1호선         | 인천 도시철도 1호선   | 인천 도시철도 1호선             |
| --------------------------- | --------------------- | ------------------------------- |
| I109 아라 검단호수공원 방면 | ● 인천 도시철도 1호선 | I111 귤현 송도달빛축제공원 방면 |
| 인천국제공항선              |                       |                                 |
| A05 김포공항 서울역 방면    | ● 인천국제공항철도    | A07 검암 인천공항2터미널 방면   |